# Sanchiaosaurus dengi
Il sanchiaosauro (Sanchiaosaurus dengi) è un rettile acquatico estinto, appartenente ai saurotterigi. Visse nel Triassico medio (Anisico, circa 245 milioni di anni fa) e i suoi resti fossili sono stati ritrovati in Cina.

## Descrizione
Questo animale è noto per uno scheletro quasi completo, conservatosi in vista ventrale. La lunghezza dell'animale era di circa un metro e mezzo, e il cranio era lungo quasi 20 centimetri. Sanchiaosaurus era dotato di un corpo abbastanza corto, di quattro arti appiattiti e simili a pagaie (in particolare gli anteriori, molto robusti) e di un collo lungo terminante in un cranio piatto e dal muso stretto. La sinfisi mandibolare (la parte della mandibola in cui i due rami si univano) era a forma di cucchiaio e allungata. Inoltre, questo animale era dotato di processi traversi degli archi neurali dorsali con un'espansione distinta a livello distale; l'omero era dotato di una parte terminale particolarmente ampia e appiattita, mentre l'ilio era privo di processo preacetabolare e dotati di una cresta iliaca ampia, bulbosa e ornata da tubercoli densi. 

## Classificazione
Sanchiaosaurus dengi venne descritto per la prima volta da Yang Zhongjian (noto anche come C. C. Young) nel 1965, sulla base di un fossile quasi completo, esposto in vista ventrale, ritrovato nei pressi del ponte di Jinzhong nei dintorni della città di Guiyang (Sanchiao) nella provincia di Guizhou, proveniente dal primo membro della formazione Guanling risalente all'Anisico. Secondo una descrizione di Olivier Rieppel (1999), questo animale sembrerebbe essere stato il rappresentante più basale dei notosauroidi, un gruppo di rettili del Triassico notevolmente specializzati per la vita acquatica. Le affinità di Sanchiaosaurus con questo gruppo si basano sulla forma ritorta del coracoide e sulla peculiare forma dell'ilio.   